# Csatskó Imre
Csatskó Imre (Csacskó Imre) (Vác, 1804. november 5. – Budapest, 1874. február 23.) bölcsész, ügyvéd, magyar királyi kúria legfőbb itélőszéki osztályának birája, a Magyar Tudományos Akadémia levelező tagja

## Élete
Édesapja, Csatskó Mihály elemi iskolai tanító volt. Gimnáziumi tanulmányait szülővárosában végezte, a negyedik latin osztály kivételével, melyet 1815–1816-ban Budán, a német nyelv elsajátítása végett tanult; a bölcselet két osztályát a piaristák váci lyceumában, a harmadikat a pesti egyetemen hallgatta; itt végezte 1821-től 1824-ig a jogot is, ahol Vizkelety Ferenc, a római és egyházi jog helyettes tanára, nagy befolyást gyakorolt reá. 1823. október 30.-án bölcselettudorrá avattatott. A szokásos joggyakornoki évet Bujanovics Lukács táblai ügyvéd mellett és egy évet Pest vármegye irodájában töltött. 1827. november 9.-én Szentkirályi László nádori ítélőmester oldala mellett királyi táblai jegyzőnek esküdött föl. 1828. szeptember 25.-én ügyvédi oklevelet nyert és azon év október 25.-én jogtudor lett; október havában a természet- és magyar közjog tanárává a kassai királyi akadémiához kineveztetett és mint ilyen hat évig működött; ez idő alatt két évig az akadémiának jegyzője, egy évig (1833–1834.) könyvtárnoka volt. 1834 októberében a győri akadémia tanszékét nyerte el. Részt vett Győr megye közgyűlésein a közügyek tárgyalásában; az 1843. évi országgyűlési követutasítási választmánynak tagja volt, a népnevelés ügyében javaslatot készített, melyet a megye sajátjává tett és követeinek utasításul adott. Már azelőtt a megyének (1836), a bácsai (1834.), füssi (1836.) és vécsei (1843.) egyháznemesi székek táblabírájává lett. 1844. február 13.-án királyi könyvvizsgálónak neveztetett ki. 1847 októberében a magyar királyi helytartótanács mellett levő tanulmányi bizottság és kapcsolatos könyvbírálati testület ülnökévé léptették elő. 1848-ban a királyi helytartótanács föloszlattatván, nyugalomba helyeztetett és ezentúl Pesten tartózkodott. 1849 novemberében a székesfehérvári polgári kerületben iskolai felügyelővé lett; 1850. szeptember 15.-én a pesti főállamügyészséghez előadónak, 1851. április elején a pest megyei törvényszék ülnökévé neveztetett ki és május 26.-án az egyes birói fenyítő ügyek elintézésével bízatott meg. A bíróságoknak 1854-ben történt szervezése alkalmával a jászberényi törvényszékhez helyeztetett át, 1859 áprilisában pedig a pesti országos főtörvényszéknél előadó tanácsos lett. A jászberényi törvényszéknél a rögtönbíróságnak elnöke, és budapesti hivataloskodása idején az elméleti államvizsgálat bírósági osztályának tagja volt. Az 1860. októberi diploma folytán a királyi curia előbbi alakjában helyreállíttatván, a királyi itélőtábla ülnökévé neveztetett ki és ezen állásában a királyi tábla ujabb szervezésénél (1869.) is megmaradt. 1867 áprilisában Horváth Boldizsár igazságügyminiszter törvényelőkészítő bizottságot hívott egybe, melynek Csatskó is tagja volt, ki a polgári törvénykezési szakosztály munkálataiban vett részt. A királyi táblánál előadói teendőitől ideiglenesen fölmentve, 1867 októberében a büntető törvénykönyvi javaslat átvizsgálásával bizatott meg és azt 1869 novemberében fejezte be. (Ezen kézirati munkája a Magyar Tudományos Akadémia levéltárában van.) Részt vett a budapesti ügyvédi egylet működésében, mint büntetőjogi osztályának elnöke. Az első magyar jogászgyűlésen az elnök távollétében vezette a büntetőjogi osztály tárgyalásait, s ez alkalommal a halálbüntetés ellen szóló beszédet mondott, e büntetésnemet szükségtelennek és céliránytalannak vitatta. A jogászgyűlés állandó bizottságának (1870. 1871. 1873.) választott, úgyszintén a Nemzeti Zenede igazgató-választmányának tagja, műbíráló bizottságának elnöke, ezeknek ügyei kezelésében élénk részt vett. 1871. április 30.-án a királyi kúria legfőbb ítélőszéki osztályának bírójává neveztetett ki. A Magyar Tudományos Akadémia 1839. november 23.-án választotta levelező-tagjai sorába. Pauler Tivadar mondott fölötte emlékbeszédet 1875. október 25.-én.

## Munkái
- Oratio quam dum sp. ac. cl. d. Paulus Markovics… rursum praelectiones adiret, nomine auditorum iuris in annum primum habuit. Pestini, 1822.
- Bevezetés a természetjogba és a tiszta általános természeti jog. Győr, 1839.
- Büntetőjogi elméletek. Uo. 1843. Két rész.
- Büntetőjog elemei. Pest, 1850.
- Az 1852. máj. 27. ausztriai birod. büntető törvény magyarázata. Uo. 1853.
- Ausztriai császárság számára 1853. júl. 29. kihirdetett büntető perrendtartásának magyarázata. Uo. 1854. (Uj Törvénytár VI. VIII.)
- A franczia polgári törvénykezés különösen a birósági szervezet és annak alapelvei. Uo. 1867.
- A büntetés rendszerről általában, különösen a halálbüntetésről Poroszországban. Uo. 1870. (Értek. a társ. tud. kör. I. 11. sz.)

Az  1820-as években br. Mednyánszky Alajosnak A levágott láb cz. elbeszéléséből Oroszleányvári Imre név alatt drámát irt; foglalkozott még a ritkább táj- és bölcseleti műszavak gyűjtésével és azokat a m. tud. akadémiának küldötte be (1836–37.)
Politikai nézeteiben mindenkor mérsékelt volt; midőn még a közügyek tárgyalásában részt vett, a conservativ párt hívei közé tartozott; ily szellemben működött az időszaki sajtó terén is, mint a conservativ irányú lapok levelezője és dolgozótársa (Világ 1842–43, Budapesti Hiradó, Sürgöny 1865.). Szödi Pál álnév alatt irt; a Hangok hatalma cz. novellának fordítása és hangászati szemléi az Athenaeumban (1838–39.) vannak. Jogtudományi czikkei a következő lapokban és folyóiratokban jelentek meg: Sas (1832: Grohmann tanár a halálbüntetés ellen irt értekezésének magyar fordítása), Tudománytár (1836–37), Társalkodó (1838: Figyelmeztetés a börtönök dolgában), Athenaeum (1838–39. Természetjogi töredékek, 1841.), tudományos Gyűjtemény, Figyelmező, Századunk (1845. 6. sz. Halálbüntetés története Magyarországon), Akadémiai Értesítő (1850. II. IV. szám. A gonoszság és vétkességről, 1867–68., 1871.), Uj M. Muzeum (I. 1860. A magyar országgyűlés 1848 előtt). Törvénykezési és Törvényszéki Csarnok (1860–61., 1863., 1865–68.), Sürgöny (1865. 206. 207. sz.), Hon (1866. 14. 15. sz.), Jogtudományi Közlöny (1866–73.), Themis (1870–73.), Jogtudományi Szemle (1870), Magyar Jogászgyűlések Évkönyvei (1870. 1872.)

## Emlékezete
- Pauler Tivadar: Emlékbeszéd Csatskó Imre L.T. fölött.